# Алфреду да Мотта
Алфреду да Мотта (порт. Alfredo da Motta, 12 січня 1921 — 22 квітня 1998) — бразильський баскетболіст.
Бронзовий призер Олімпійських Ігор 1948 року, учасник 1952 року.
Бронзовий призер Панамериканських ігор 1951 року.
Срібний призер Чемпіонату світу 1954 року.